# Carmen Miloglav
Carmen Miloglav (Ragusa di Dalmazia, 25 febbraio 1991) è una cestista croata.

## Carriera
Con la Croazia ha disputato i Campionati europei del 2015.